# Trumao
Trumao es una localidad ubicada entre las comunas de San Pablo y La Unión, en Chile; producto a que se ubica en el límite de ambas comunas, por lo que se considera el sector de Trumao perteneciente a las dos comunas (La comuna de San Pablo por la ribera sur y la comuna de La Unión  por la ribera norte). Desde la Ciudad de Osorno la carretera que conecta la ciudad con la zona de Trumao corresponde a la Ruta U-16, la que tiene su origen en el sector Francke en Osorno. Su nombre procede de  "trumao", el nombre de un suelo de origen volcánico muy frecuente en la zona, un derivado de la palabra mapuche trumag, que alude a estos mismos suelos.
La localidad se ubica a orillas del río Bueno (en la parte anterior a la unión de este río con el río Rahue; sector donde el río Bueno es igualmente conocido como río Trumao) a pocos kilómetros de la ciudad de la Unión.
El sector originalmente era habitado por el pueblo Huilliche. Una vez fundado el puerto, antiguamente era visitado por un gran número de pequeñas embarcaciones que, partiendo de Chiloé, llevaban las producciones del departamento de Osorno que embarcaban en las márgenes del Trumao.
En la Misión de Trumao, ubicada en la comuna de La Unión, se realiza, durante el verano, la Feria Misión Trumao, actividad organizada por la Municipalidad de La Unión, que se ha posicionado en el último tiempo como una de las actividades de difusión turística más  importante de la provincia del Ranco y de la Región de Los Ríos, con más de 25.000 mil visitantes durante los tres días que dura la feria. (Ver nota https://web.archive.org/web/20160302074955/http://elcaulle.cl/sitio/?p=39598)
En el mismo lugar, a partir del mes de septiembre del año 2015, la red de turismo, Humedales de Trumao, comenzó a realizar la feria "Bienvenida Primavera en los Humedales de Trumao", los días 18 y 19 de septiembre.
El Humedal de Trumao, es el área protegida que nace en el sector de Copío en la comuna de La Unión, hasta Llancacura, en la misma comuna, y comprende también los sectores de Quilacahuín, Los Juncos, Trome, en la comuna de San Pablo, región de Los Lagos.
Desde Trumao, el curso inferior del río Bueno hasta su desembocadura es navegable por pequeñas embarcaciones, siendo su escurrimiento lento y caudaloso. Desde este sector  se puede cruzar el río Bueno en balsa, visitar la Misión de Trumao y su característica iglesia; o se puede tomar una embarcación que recorre el río hasta el sector de su desembocadura (sector conocido como La Barra), la cual realiza viajes con fines turísticos y de transporte.

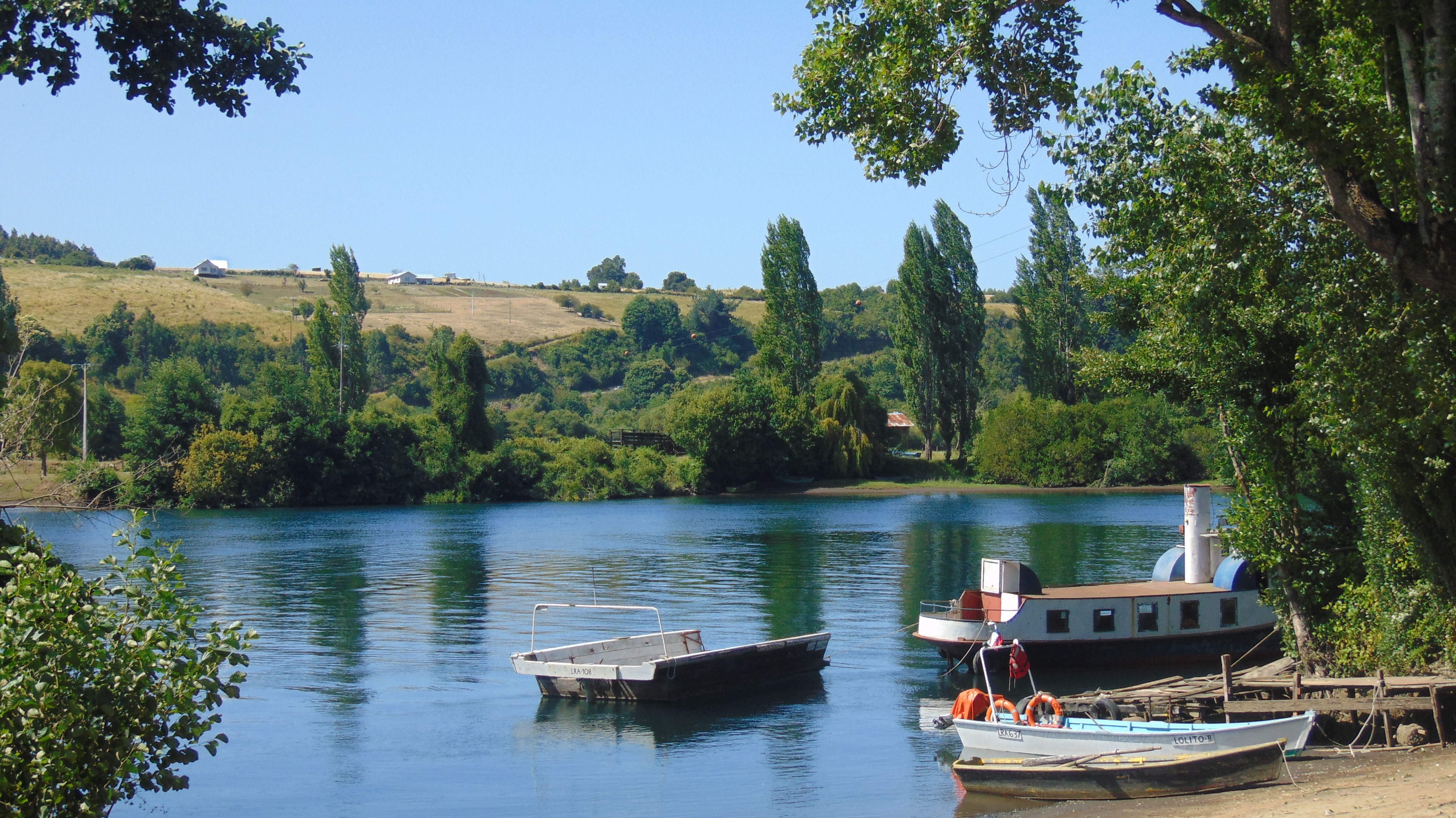
Trumao (Rivera Sur)
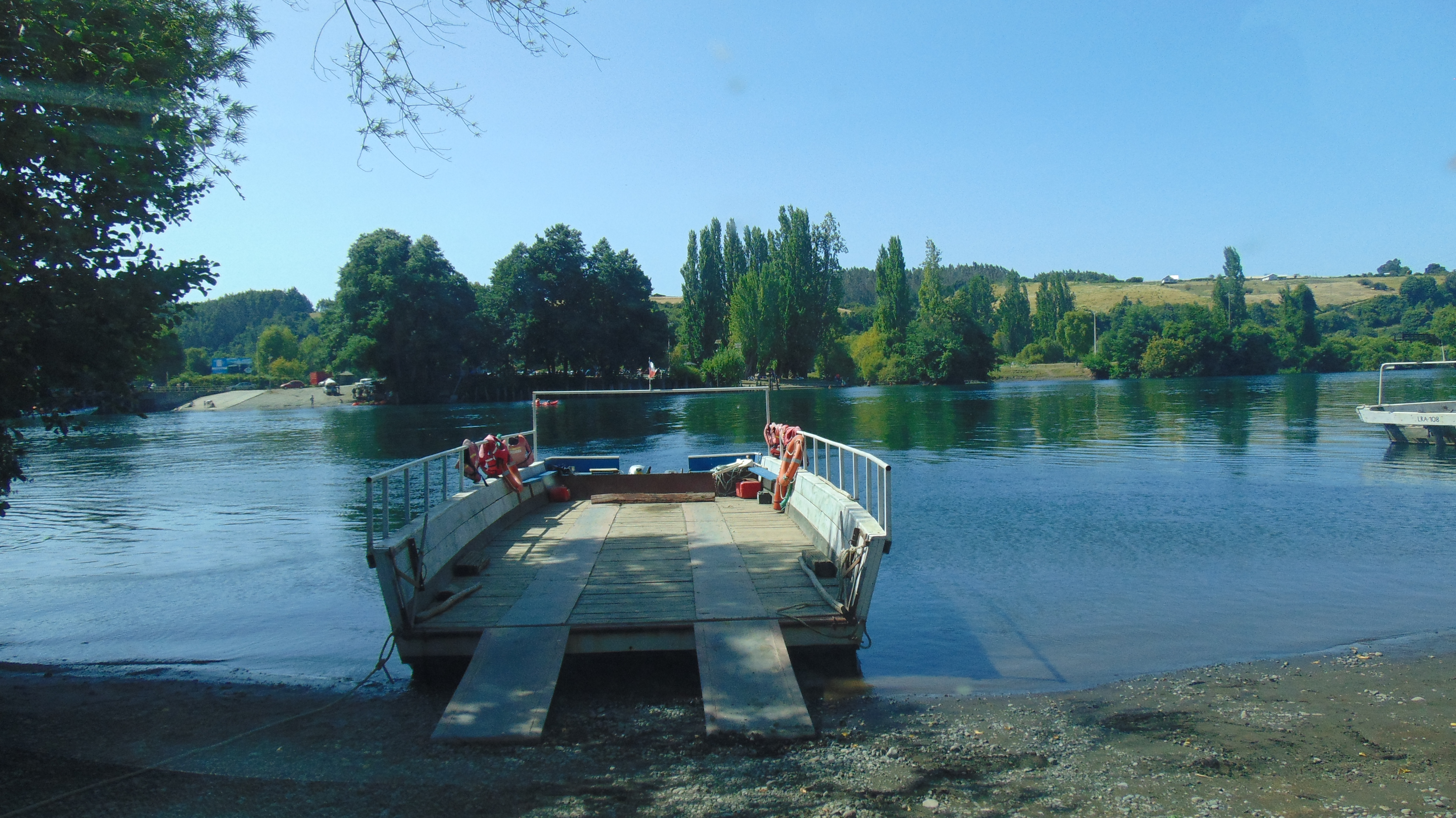
Barcaza del cruce del Río Bueno
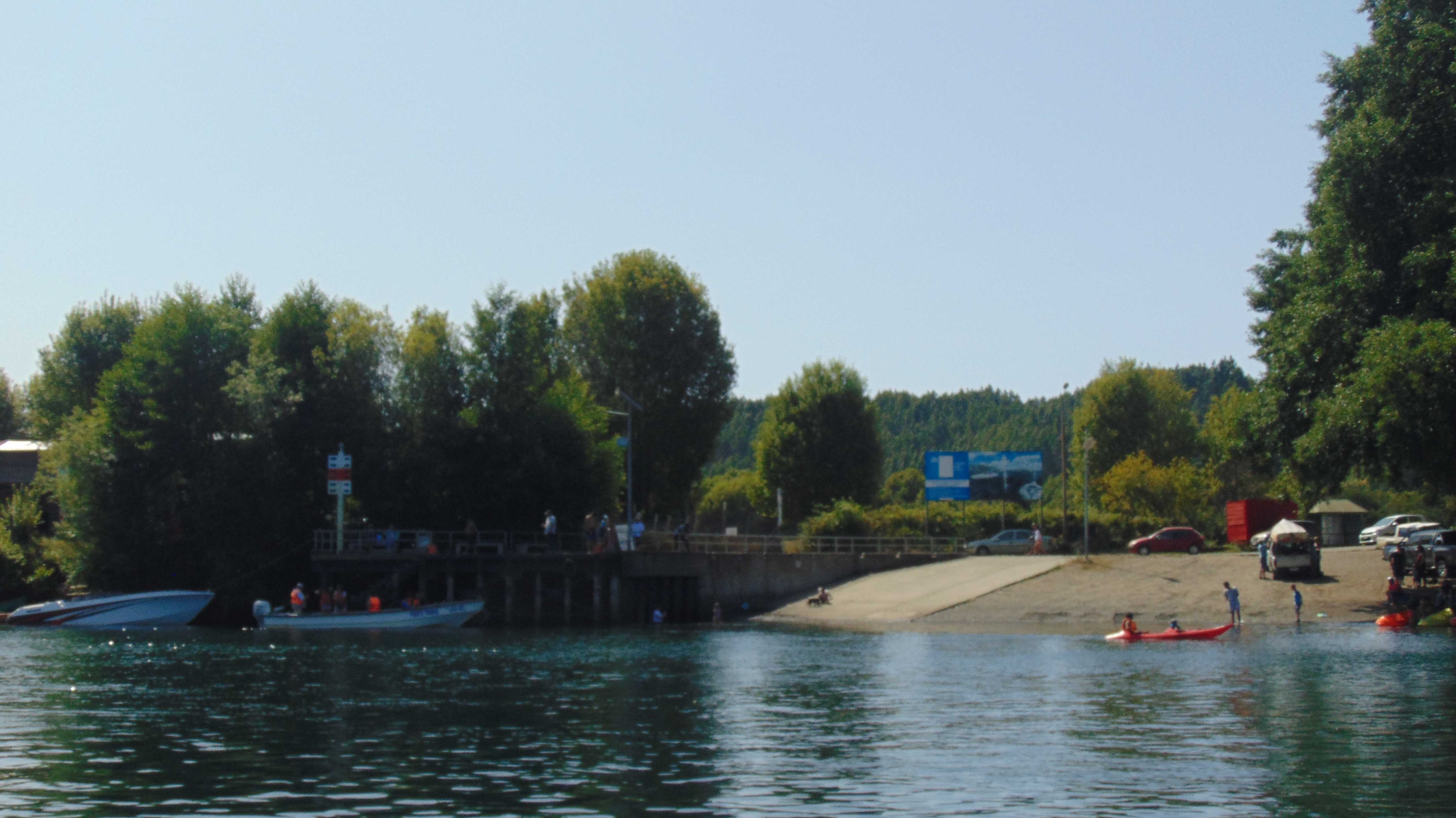
Rampa Trumao (Rivera Norte)

- Datos: Q16642999